# 异丝氨酸
异丝氨酸（或称为3-氨基乳酸，或β-氨基-α-羟基丙酸，IUPAC名3-氨基-2-羟基丙酸）是一种非蛋白胺基酸，化学式C3H7NO3，是丝氨酸的同分异构体。